# Hrgar
Hrgar (szerbül: Хргар) szerb falu Bosznia-Hercegovinában, Bihács községben, a Bosznia-hercegovinai Föderáció Una-Szanai kantonjában. 

## Fekvése
Bihács központjától légvonalban és közúton 10 km-re délkeletre, az Una keleti partja közelében fekszik. 

## Népessége
| Nemzetiségi csoport | Népesség 1991 | Népesség 2013 |
| ------------------- | ------------- | ------------- |
| Szerb               | 81            | 0             |
| Bosnyák             | 0             | 0             |
| Horvát              | 0             | 0             |
| Jugoszláv           | 0             | 0             |
| Egyéb               | 0             | 0             |
| Összesen            | 81            | 0             |

## Története
A Bihácstól néhány kilométerre fekvő egykor nagy és fejlett település, mára teljesen lakatlan, elpusztult falu, a ma az Una-Szana kantonhoz tartozó nyugat-krajina településeken a szerbeket érintő nagy etnikai tisztogatások tanúja. 
A településnek a két világháború közötti időszakban több mint 200 háztartása volt, amelyek 6-7 falurészen (Velebit, Zapoljak, Prijekovac, Tihotina, Podastrana és Praščijak) oszlottak el. Lakói a mezőgazdaságon kívül fa fűrészáru készítésével is foglalkoztak. A tisztogatás a második világháborúban a szerbek elleni népirtással kezdődött, és a dészláv háborúban, 1992-1995 között folytatódott, amikor ennek a falunak az utolsó lakóit is elűzték. Hrgar egykor nem volt jelentéktelen falu. A 19. század közepén működött benne szerb iskola a leendő papok számára, így a boszniai Krajina első elemi végzettségű papjai a Hrgari-fennsíkról származtak. A hrgari és a tágabb boszniai Krajina szerb gyermekeinek első tanítóit Ivančević szerzetes, a Gomionica kolostor apátja tanította és készítette fel a papi hivatásra. A történelmi adatok szerint Ivančević szerzetes a krkai kolostorból származott. 1941. augusztus 29-én az usztasák felgyújtották a rigómezei csata szerb vértanújának, Szent Lázár hercegnek a tiszteletére szentelt templomát. Megöltek minden élőt, akit otthon találtak, a gyerekektől az öregekig. Több mint 125 lelket öltek meg, és 110 házat az összes gazdasági épülettel együtt felgyújtottak. A háború után a kommunista rendszer a leégett templom minden nyomát elpusztította, de az emberek nem feledkeztek meg a szent helyről. A legrégebbi források szerint a leégett és lerombolt templom előtt egy ősi kolostor is állt Hrgarban.

## Nevezetességei
Hrgartól meglehetősen messze délkeletre, a Hrgara sziklás fennsíkjának alacsony, bükkfákkal borított földnyelvén, található Hrgar várának maradványa. A vár alaprajza szabálytalan ellipszis, délnyugat-északkeleti irányban 168 m hosszú, és 90 széles, melyet egyszerű kősánc vesz körül. A mező felől a töltés délen akár elérheti a 6 m magasságot is, de északon alig 2 m, belső oldalán viszont mindenhol kissé lapos. Az egész környező területet uraló sánc belső terében szinte fekete színű, hamuval kevert réteg található, benne számos kézzel formázott agyagtárgy, szövőszéknehezékek és kiégetett agyagcsomók. Eszerint a vár minden bizonnyal lakott volt. A sánccal övezett fennsík belső terében hat sziklatömb található, amelyek közül a két legnagyobb eléri az 1,5 m magasságot és a 6 m átmérőt. A nyugati és délnyugati oldalon az erődön kívül 66 kis halom található, néhány alig 50 m magas.

## Fordítás
- Ez a szócikk részben vagy egészben  a(z)   Хргар című szerb Wikipédia-szócikk ezen változatának fordításán alapul.  Az eredeti cikk szerkesztőit annak laptörténete sorolja fel. Ez a jelzés csupán a megfogalmazás eredetét és a szerzői jogokat jelzi, nem szolgál a cikkben szereplő információk forrásmegjelöléseként.